# Uldis Ģērmanis
Uldis Ģērmanis (* 4. Oktober 1915 in Nowaja Ladoga; † 19. Dezember 1997 in Stockholm) war ein Historiker und Autor lettischer Abstammung.

## Leben
Uldis Ģermanis arbeitete nach seinem Studium der Geschichtswissenschaft und der Klassischen Philologie von 1941 bis 1943 als Geschichts- und Lateinlehrer am 2. Gymnasium der Stadt Riga und von 1942 bis 1944 als Assistent im dortigen Archiv. Im August 1944 wurde er in die Lettische Legion eingezogen, wo er der Kriegsberichtskompanie zugeteilt war. Gegen Ende des Zweiten Weltkrieges arbeitete Gērmanis für kurze Zeit für die Nachrichtenagentur LETA in Liepāja. Von dort aus verließ er am 8. Mai 1945 als Flüchtling per Schiff sein Heimatland und erreichte am 10. Mai Kalmar am anderen Ufer der Ostsee. In Schweden fand er zunächst Beschäftigung in der Landwirtschaft, als Holzfäller und beim Torfabbau in Värmland sowie als Kellner in Stockholm.
In den frühen 1950er Jahren war Gērmanis Assistent am Geographischen Institut der Universität Stockholm (Institutionen för naturgeografi; 1951–1953). Nach seinem zweiten Masterabschluss arbeitete er als Geschichts- und Geographielehrer am Sigtuna Humanistischen Gymnasium (1954–1956) und als Geschichts- und Sozialkundelehrer am Solna Gymnasium (1957–1980). Nach Erhalt seines Lizentiats bereitete sich Gērmanis auf seine Dissertation über die lettischen Schützen vor, mit der er 1974 von der Universität Stockholm promoviert wurde. Mit der Unterstützung eines Stipendiums der Schwedischen Stiftung für Militärgeschichte sammelte er 1966 in der Jānis-Misiņš-Bibliothek in Riga Materialien für weitere Forschungen.
Gērmanis hielt Vorträge für im Exil lebende Letten in Schweden, England, Deutschland, den USA, Kanada und Australien und war außerdem Gastdozent an der Western Michigan University (1982) sowie Dozent an der Universität Stockholm (1988; 1990–1991).

## Mitgliedschaften
- 1971: Baltische Historische Kommission e.V., korrespondierendes Mitglied
- 1992: Lettische Akademie der Wissenschaften

## Veröffentlichungen
- Pa aizputinātām pēdām (1956), Daugava, Stockholm.
- Latviešu tautas piedzīvojumi (1959), Daugava, Stockholm.
- Zili stikli, zaļi ledi (1968), Grāmatu Draugs, New York.
- Tā lieta pati nekritīs (1971), Grāmatu Draugs, New York.
- Oberst Vācietis und die lettischen Schützen im Weltkrieg und in der Oktoberrevolution (1974), Almqvist & Wiksell, Stockholm.
- Tālu tālumā, lielā plašumā (1977), Grāmatu Draugs, New York.
- Zināšanai (1985), Ziemelzvaigzne, Stockholm.
- Divi portreti (1985), Atvase, Stockholm.
- Izvērtēšanai (1987), Memento, Stockholm.
- Laikmeta liecības (1988), Memento, Stockholm.
- Pakāpies tornī (1987), Grāmatu Draugs, New York.
- Pakāpies tornī 2. daļa (1991), Memento, Stockholm.
- Ceļā uz Latviju. Raksti par mūsu vēsturi (1990, 1993), Memento, Stockholm, ISBN 91-87114-06-2.
- Jaunie laiki un pagātnes ēnas (1995), Memento, Stockholm; Zinātne, Riga, ISBN 91-87114-20-8.
- Mosties, celies, strādā! 99 + 1 domu grauds (1998); Memento, Stockholm, ISBN 91-87114-31-3.
- The Latvian Saga (2007); Atena, Riga, ISBN 9984-34-291-3.
- Dialogi, vēstules un publikācijas, sarakste ar Eduardu Berklavu (2007); Valters un Rapa, Riga, ISBN 9984-80509-3.